# Weißer Gänsefuß
Der Weiße Gänsefuß (Chenopodium album), auch Weiß-Gänsefuß genannt, ist eine Pflanzenart aus der Gattung Gänsefuß (Chenopodium) in der Familie der Fuchsschwanzgewächse (Amaranthaceae). In Mitteleuropa meist als landwirtschaftliches Unkraut betrachtet, dient er in anderen Regionen als Gemüse, Pseudogetreide oder Futterpflanze.

## Trivialnamen
Weitere Trivialnamen sind Ackermelde, Melde oder Falsche-Melde. Umgangssprachlich verbreitet sind ob seines Geruchs auch Dreckmelde, Mistmelde, Saumelde oder auch Schissmelle, Schissmehl, Schiissmalter und Hundsschiss, sowie Burket (Chur), Gösche (Altmark), Heimkuhkraut (Tirol im Pongau), Lusenmellen (Unterweser), Mell (Altmark), Mellen (Unterweser), Messmal (Altmark), Messmill (Pommern), Mistmilten, Wild Molten, Säumelde (Eifel), Schissmalter (St. Gallen), Schissmelde, Schissmell (Eifel) und Schissmölten (Schlesien).

## Beschreibung

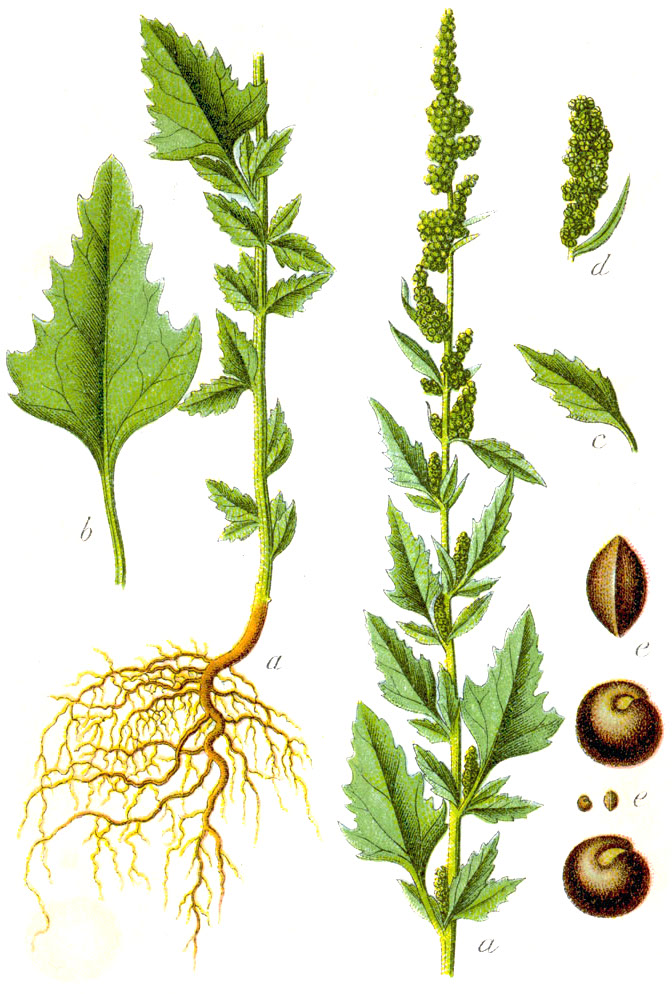
Illustration

### Vegetative Merkmale
Der Weiße Gänsefuß ist eine einjährige krautige Pflanze, die Wuchshöhen zwischen 10 und 150 (selten bis 300) cm erreicht und bis zu 1 Meter tief wurzelt. Der meist aufrechte Stängel ist gelblich grün, grün gestreift, vor allem im Herbst auch rötlich überlaufen oder mit roten Flecken in den Blattachseln und ist besonders im Blütenstand stark durch Blasenhaare mehlig bestäubt. Er ist oft stark verzweigt, im unteren Teil mit bogig aufsteigenden, im oberen Teil mit aufrechten Seitenzweigen.
Die wechselständigen Laubblätter sind 1 bis 2,5 cm lang gestielt. Die unterseits bemehlte, oberseits meist kahle Blattspreite mit einer Länge von 2 bis 6 (bis 10) cm und einer Breite bis 5 cm ist sehr vielgestaltig: meist rhombisch-eiförmig bis breit lanzettlich, manchmal schwach dreilappig, länger als breit, mit keilförmiger Basis. Der Blattrand ist meist unregelmäßig bogig gezähnt, schwach gesägt oder auch ganzrandig. Die oberen Blätter sind lanzettlich und meist ganzrandig.

### Blütenstand und Blüte

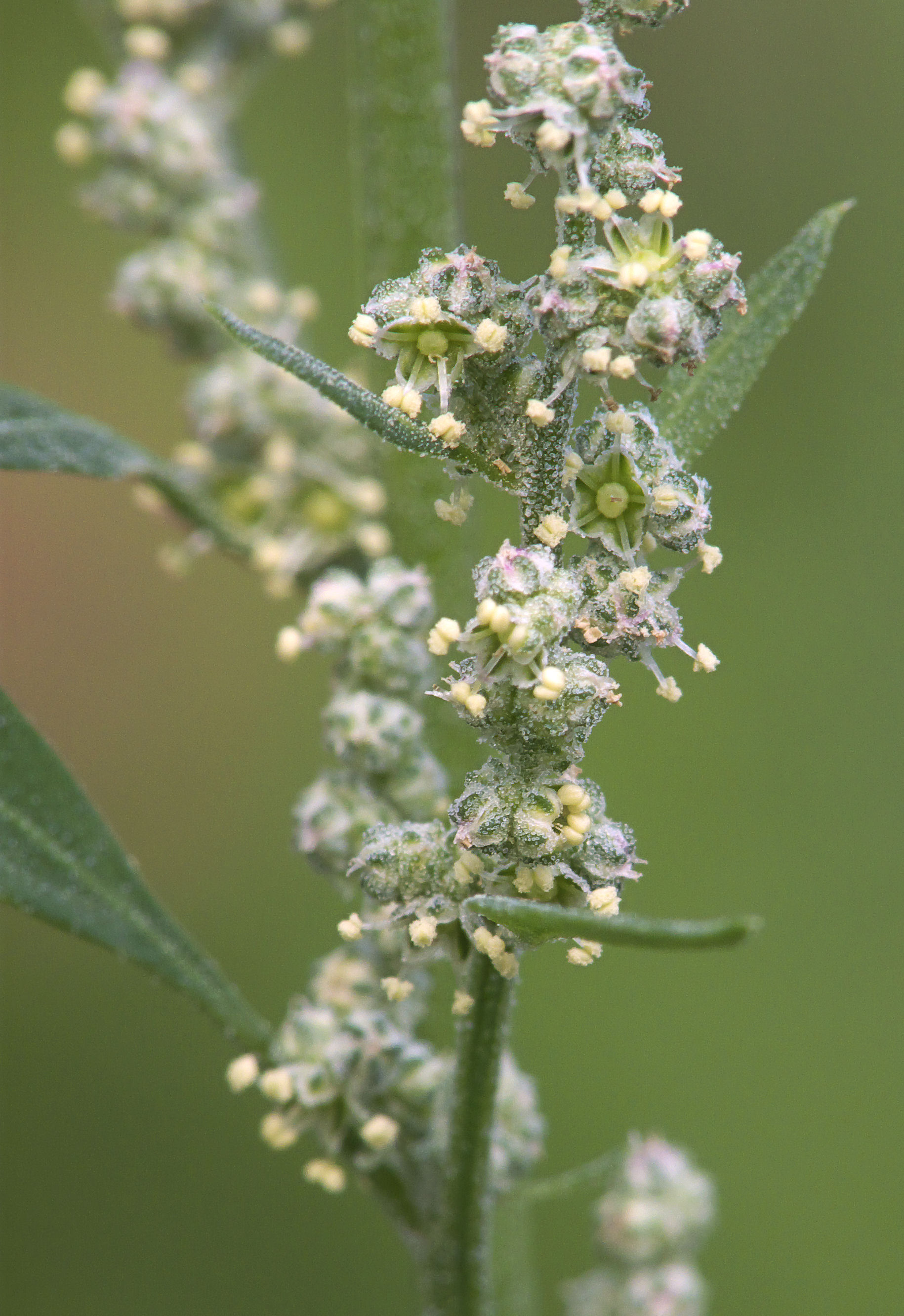
Blüten

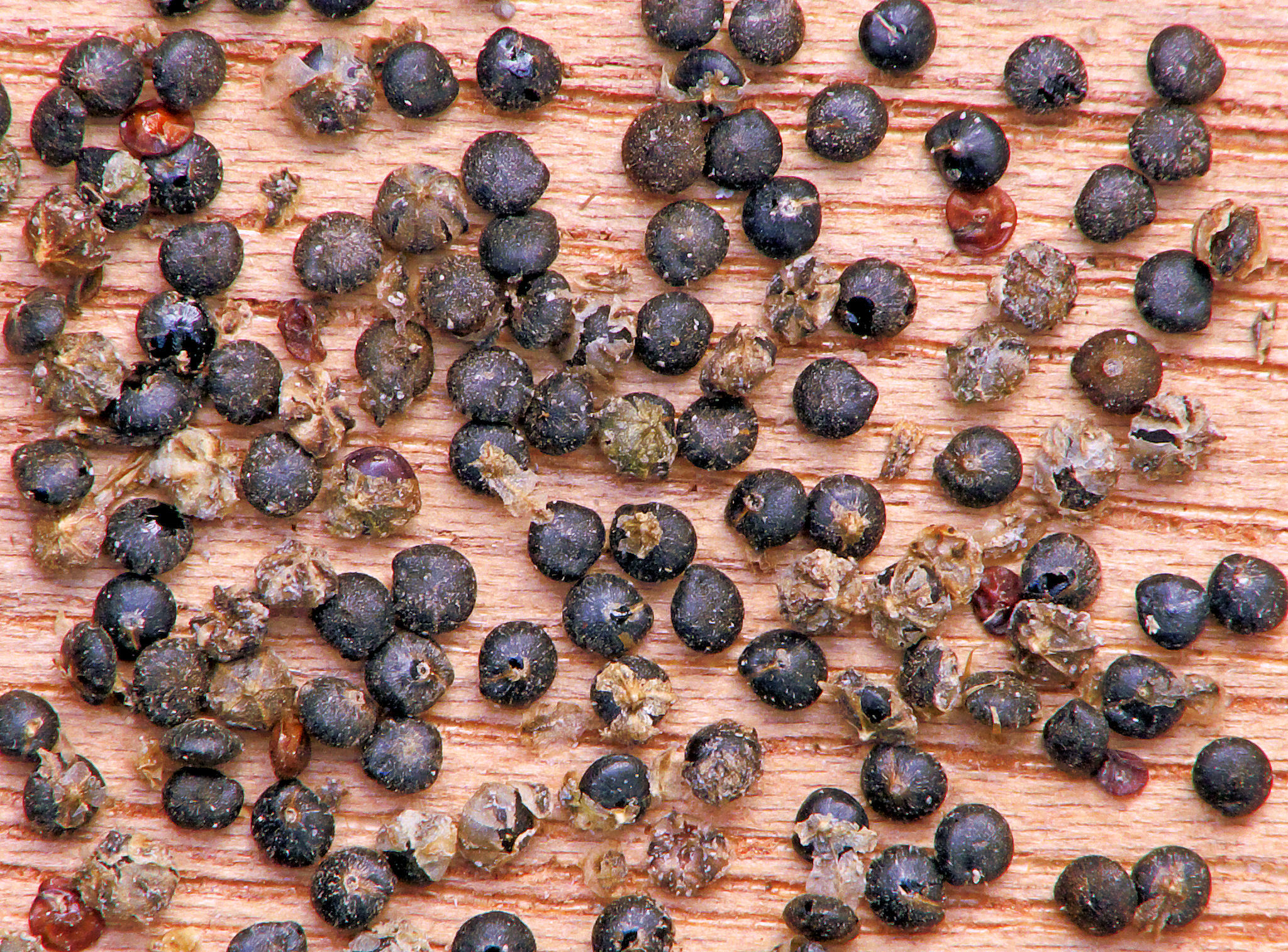
Samen

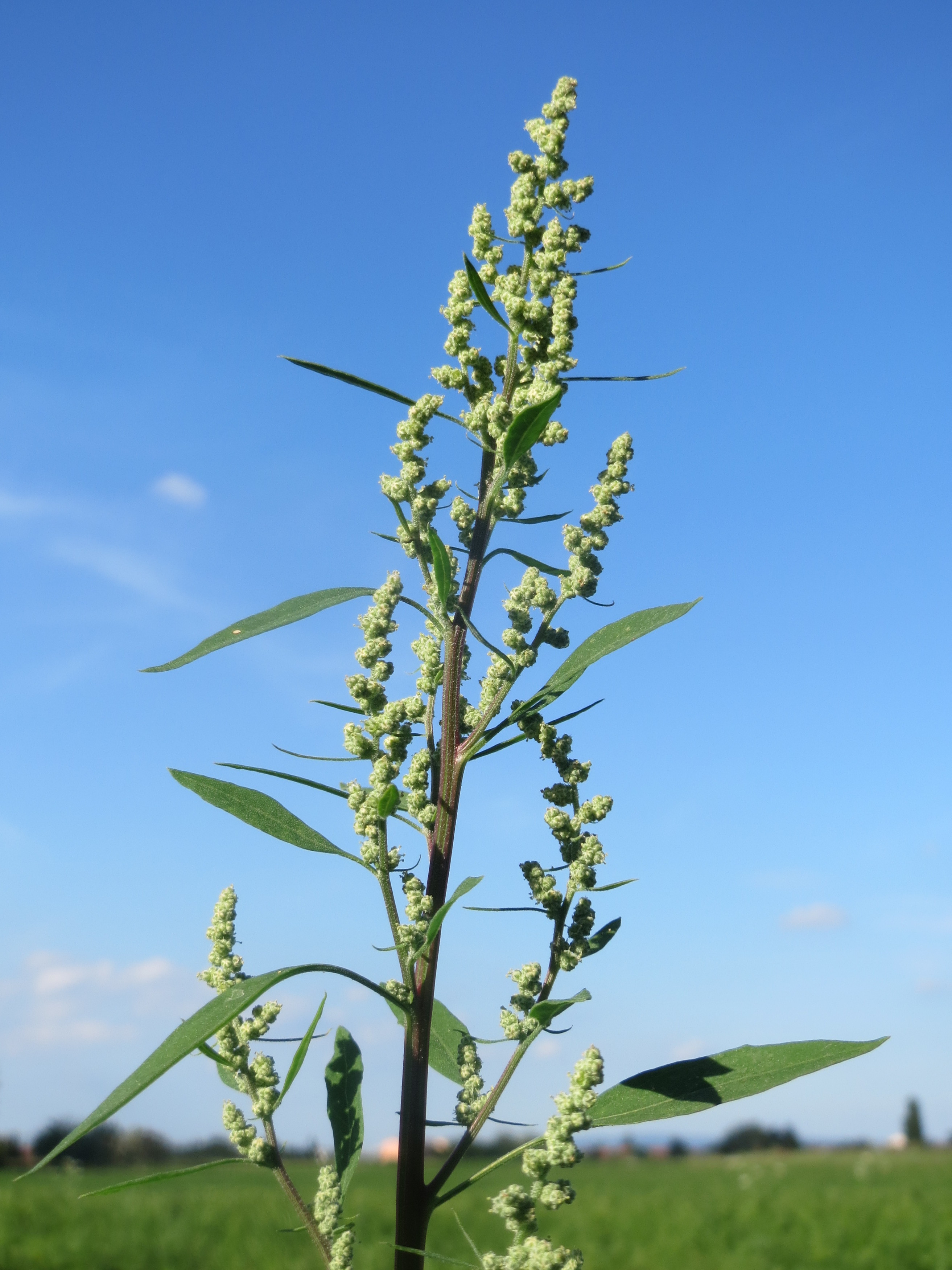
Weißer Gänsefuß (Chenopodium album)

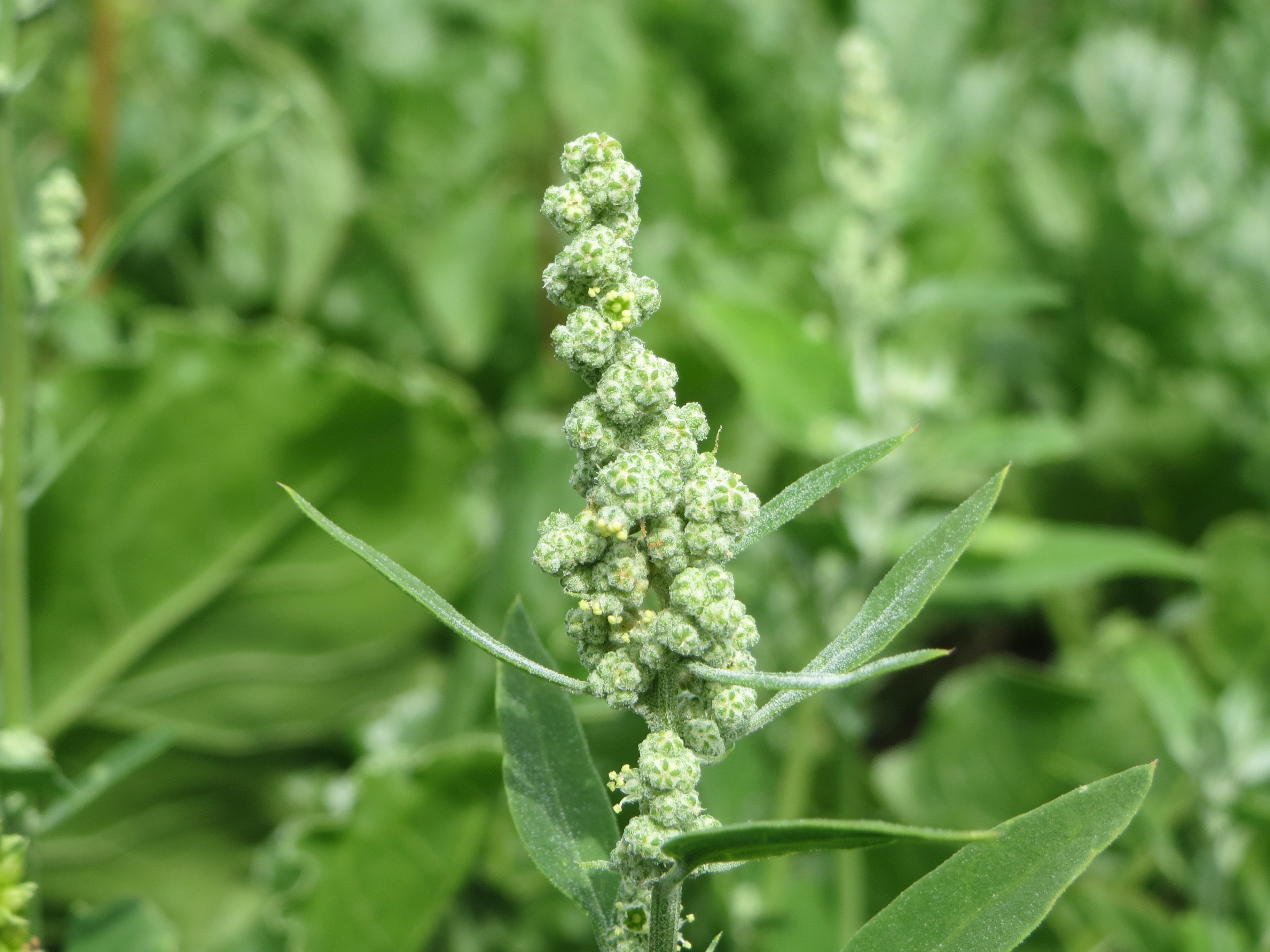
Weißer Gänsefuß (Chenopodium album)

Die Blütenstände sind endständige oder in den oberen Blattachseln entspringende, verzweigte ährenartige Rispen. Die zwittrigen Blüten sitzen in Knäueln von 3 bis 4 mm Durchmesser zusammen, Vorblätter fehlen. Die Blütenhülle besteht aus fünf bis fast zur Basis getrennten Tepalen von 1 mm Länge und Breite, die stumpf eiförmig, bemehlt, hautrandig und auf dem Rücken gekielt sind. Die Blüten enthalten fünf Staubblätter mit herausragenden Staubbeuteln und einen Fruchtknoten mit zwei Narben.

### Frucht und Samen
Zur Reifezeit wird die flach-eiförmige Frucht größtenteils von der Blütenhülle bedeckt und fällt zusammen mit dieser ab. Die dünne Fruchtwand liegt dem Samen mehr oder weniger an. Der horizontale Same mit einem Durchmesser von 1 bis 1,5 mm ist linsenförmig-eiförmig mit abgerundetem Rand. Die schwarze Samenschale ist glatt und glänzend oder weist schwache radiale Streifen auf.

### Chromosomenzahl
Die Chromosomenzahl der Wildform beträgt meist 2n=54 (hexaploid), aber auch Chromosomenzahlen von 18, 36 und 108 wurden gefunden. Die in Asien kultivierten Sippen besitzen einen tetraploiden Chromosomensatz (2n=36).

### Photosyntheseweg
Der Weiße Gänsefuß ist, wie alle Arten der Gattung Gänsefüße, eine C3-Pflanze.

## Ökologie

### Bestäubung- und Ausbreitungsbiologie
Die Blütezeit reicht in Mitteleuropa von Juli bis Oktober, die Bestäubung der vorweiblichen Blüten erfolgt in der Regel durch den Wind.
Die Ausbreitung der Diasporen erfolgt als Wind- und Tierstreuer, auch Selbstausstreuer und (bei Sturm) ein Ballonflieger, außerdem Bearbeitungsausbreitung durch Sperlinge. Es wurde berechnet, dass eine große Pflanze bis zu 1,5 Millionen Samen produziert. Vielfach finden sich deshalb im Boden reichlich Samen dieser Art, die dazu noch sehr langlebig sind und bis zu 1700 Jahre erhalten bleiben. Die Samen können in mesophil betriebenen (30 °C bis 35 °C) Biogasanlagen bis zu 3 Wochen im Substrat überstehen. Die Samen haben reichlich Nährgewebe. Es ist ein Wärmekeimer.

### Nahrungspflanze
Der Weiße Gänsefuß ist eine Nahrungspflanze für die Raupen zahlreicher Schmetterlingsarten. In der HOSTS-Datenbank sind dazu 69 Einträge aufgeführt. Beispielsweise nutzen die Gemüseeule (Lacanobia oleracea), die Dickkopffalter Staphylus hayhurstii und Pholisora catullus, der Bärenspinner Grammia virgo, die Federmotte Emmelina monodactyla und der Eulenfalter Amyna octo diese Art als Nahrung.
An den Blättern fressen auch die Ameisen der Gattung Pogonomyrmex, die Larve der Blattwespe Ametastegia equiseti und die zu den Minierfliegen gehörende Amauromyza chenopodivora.
Den Pflanzensaft saugen Orthotylus flavosparsus aus der Familie der Weichwanzen, Peritrechus lundi aus der Familie der Rhyparochromidae und die Schwarze Bohnenlaus (Aphis fabae).
Die Fruchtkörper (Pyknidien) der Schlauchpilze-Anamorphe Ascochyta chenopodii und Cercospora chenopodii verursachen anfangs bernsteinfarbige, später schwarze Flecken auf den Blättern. Ein Falscher Mehltau (Peronospora farinosa) lebt parasitisch auf dem Weißen Gänsefuß. Die Schlauchpilze Chaetoplea calvescens und Chaetodiplodia caulina leben als Saprobionten auf den toten Stängeln.
Die Samen sind eine wichtige Nahrungsquelle für zahlreiche Vögel während der Herbst- und Wintermonate, insbesondere für Sperlinge. Die Blätter werden vom Vieh und Rehwild gefressen.

## Vorkommen
Der Weiße Gänsefuß ist heute nahezu weltweit verbreitet, vor allem in den gemäßigten bis subtropischen Zonen, und spaltet sich in zahlreiche regionale Rassen auf. In Amerika gilt er als eingeführte Art. Die Ausdehnung des natürlichen Verbreitungsgebietes in Eurasien ist unklar. Als Ursprungsgebiet wird das Himalaja-Gebiet vermutet.
In Pakistan erreicht er Höhenlagen bis 4300 m.
Der Weiße Gänsefuß kommt im gesamten Europa als Archaeophyt oder eventuell einheimische Art vor, nur im äußersten Norden (Island, Spitzbergen) ist er erst in neuerer Zeit eingeführt worden.
Man findet ihn in Mitteleuropa verbreitet in Ruderalvegetation und Unkrautfluren, vor allem als Erstbesiedler auf Schuttplätzen, an Wegen, in Äckern und Gärten, auch an Ufern und in Schlägen. Er gedeiht auf allen ausreichend nährstoffreichen Böden. Seit der jüngeren Steinzeit ist er ein Kulturbegleiter. Von der Ebene ist er bis in Höhenlagen von meist 1100 m zu finden.
In den Allgäuer Alpen steigt er im Tiroler Teil im Höhenbachtal bei Holzgau bis zu 1200 m Meereshöhe auf. Die ökologischen Zeigerwerte nach Landolt et al. 2010 sind in der Schweiz: Feuchtezahl F = 2 (mäßig trocken), Lichtzahl L = 4 (hell), Reaktionszahl R = 3 (schwach sauer bis neutral), Temperaturzahl T = 3 (montan), Nährstoffzahl N = 4 (nährstoffreich), Kontinentalitätszahl K = 3 (subozeanisch bis subkontinental).
Im System der Pflanzensoziologie ist er eine Klassencharakterart der Ruderalgesellschaften und der Acker- und Garten-Beikraut-Gesellschaften (Chenopodietea) und kommt besonders in den Ordnungen Polygono-Chenopodietalia und Sisymbrietalia vor.

## Systematik
Die Erstveröffentlichung von Chenopodium album erfolgte 1753 durch Carl von Linné in Species Plantarum.
Synonyme von Chenopodium album L., die auf demselben Typusexemplar basieren, sind Atriplex alba (L.) Crantz und Botrys alba (L.) Nieuwl. Als weitere Synonyme gelten Chenopodium diversifolium (Aellen) F. Dvořák, Chenopodium reticulatum Aellen, Chenopodium album subsp. diversifolium Aellen, Chenopodium album subsp. reticulatum (Aellen) Greuter & Burdet, Chenopodium glomerulosum Rchb., Chenopodium griseochlorinum F. Dvořák, Chenopodium lanceolatum Willd., Chenopodium neoalbum F. Dvořák, Chenopodium paganum Rchb., Chenopodium viride L., Chenopodium viridescens (St.-Amans) Dalla Torre & Sarnth., Chenopodium album subsp. fallax Aellen, Chenopodium album subsp. ovatum Aellen.
Es handelt sich um eine äußerst formenreiche Art, daher ist ihre Systematik noch nicht abschließend wissenschaftlich behandelt. Zum Chenopodium-album-Aggregat gehören hunderte Kleinarten, Unterarten, Varietäten oder Formen. Ohne bessere Kenntnis der zahlreichen beschriebenen infraspezifischen Taxa ist eine befriedigende taxonomische Bewertung kaum möglich. Besonders verschiedene ausländische, eingeschleppte Sippen, die sich vielfach durch ihre Großwüchsigkeit, späte Blütezeit und andere morphologische Merkmale von heimischen Formen abgrenzen, lassen sich schwer fassen, da über ihre Herkunft und ihre Variabilität besonders des ursprünglichen Verbreitungsgebiets oft sehr wenig bekannt ist. Erschwerend kommt hinzu, dass der Weiße Gänsefuß mit verwandten Arten Hybriden bildet.
In Europa kommen nach Uotila (2011) folgende Unterarten (bzw. Kleinarten) vor:
- Chenopodium album subsp. album
- Chenopodium album subsp. borbasii (Murr) Soó
- Chenopodium album subsp. iranicum Aellen
- Chenopodium album subsp. pedunculare (Bertol.) Arcang.
- Chenopodium zerovii Iljin

## Nutzung

### Nahrungspflanze

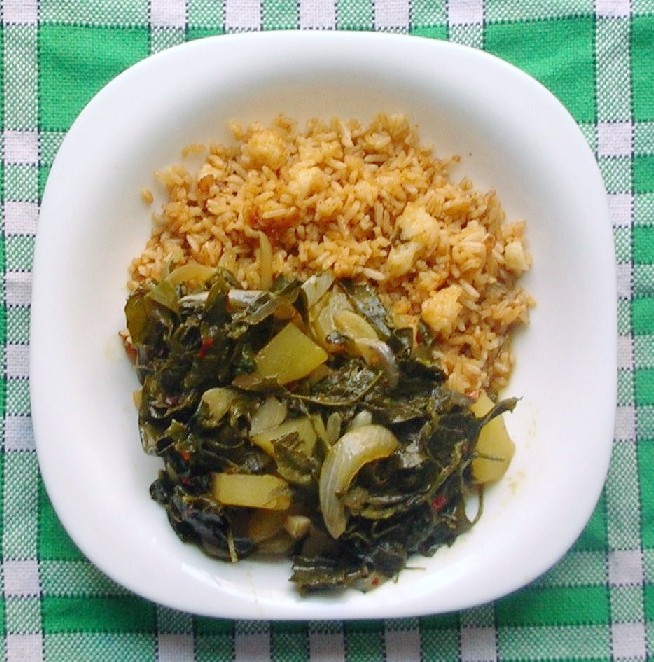
Reis und Curry mit Weißem Gänsefuß, Kartoffeln und Zwiebeln

Im Westhimalaja und in Indien wird der Weiße Gänsefuß kultiviert und dort werden seine Blätter und Sprosse wie Spinat als Kochgemüse genutzt. Der Genuss großer Mengen ist jedoch wegen der leicht abführenden Wirkung schädlich.
Größere Mengen der Samen wurden in Pfahlbauten gefunden und legen die Möglichkeit eines prähistorischen Ackerbaus nahe. Die Samen werden in Indien sogar dem Buchweizen vorgezogen. Sie ergeben gekocht eine Grütze. Auch werden sie zu Mehl verarbeitet, das meist als Beimischung zu sogenannten „Hungerbroten“ verwendet wird; z. B. während der Hungersnot in Russland 1891/1892. Als Brot sind sie aber nicht so gut verdaulich wie in gekochtem Zustand.
Die Samen können auch zu Sprossen gekeimt werden und Salaten zugegeben werden. Es wird empfohlen, die Samen über Nacht einzuweichen und vor der Zubereitung gut abzuspülen, um die Saponine zu entfernen. Junge Blütenstände ergeben gekocht ein Brokkoli-artiges Gemüse.

### Futterpflanze
In einigen Staaten der USA, Kanadas und auf den Hebriden dienen die Kulturen als Schweine- und Schaffutter. Die Samen sind auch als Vogelfutter zu verwenden.

### Heilpflanze
Die Blätter wirken gegen Wurmerkrankungen, entzündungshemmend, antirheumatisch und sanft abführend. Als Waschung oder Umschlag wurden die Blätter bei Insektenbissen, Sonnenstich, Rheuma und geschwollenen Füßen angewendet. Eine Abkochung wurde bei kariösen Zähnen verwendet. Die Samen wurden zur Behandlung von urologischen Problemen gekaut. Der Saft des Stängels wurde bei Sommersprossen und Sonnenbrand benutzt. Der Saft der Wurzel wurde bei entzündlichen Durchfallerkrankungen angewendet. Enthält die Nahrung einen hohen Anteil des gepulverten Krautes, kann der weibliche Zyklus unterdrückt werden.

### Sonstiges
Aus den jungen Sprossen kann ein grüner Farbstoff gewonnen werden. Die zerstoßenen frischen Wurzeln liefern einen milden Seifenersatz.
In der Landwirtschaft bereitet der Weiße Gänsefuß häufig Probleme als Unkraut.

## Belege